# پیاز
پیاز، پیاز معمولی یا پیاز باغی (نام علمی: Allium cepa) گیاهی از سرده سیر در زیرتیره پیازیان از تیره نرگسیان است.
پیاز از قدیمی‌ترین سبزی‌های خوراکی در دنیا و ایران است . این محصول سه هزار سال قبل از میلاد مسیح در مصر کشت می‌شده است و بر اساس برخی اسناد کارگرانی که در ساختن اهرام مصر فعالیت می‌کرده‌اند، از پیاز به عنوان غذایِ اصلی استفاده می‌کردند. پیاز به خانواده نرگسیان متعلق است، و گیاهی است دو ساله با رشد بوته‌ای ضعیف، برگ‌های استوانه‌ای شکل توخالی که در سال اول با توجه به طول روزِ موردِ نیازِ خود تشکیل سوخ یا پیاز (Bulb) داده و در سال دوّم با کشت سوخ‌ها و پس از ظهور ساقه (های)
گل دهنده و چترها تولیدِ بذر می‌نماید. مهم‌ترین فاکتورهای محیطی مؤثر در تشکیلِ سوخ درجه حرارت و طول روز است و بر این اساس، رقم‌های پیاز به سه گروه شامل ارقام روز بلند، روز متوسط و روز کوتاه تقسیم‌بندی می‌شوند. اهمیت این موضوع در تعیینِ زمانِ مناسبِ کاشت است؛ مثلاً، برای کاشت ارقامِ روزِ بلند مانندِ پیاز قرمز، به‌طور معمول در فروردین اقدام به کاشت می‌شود.

## طبقه‌بندی و ریشه‌شناسی
گیاه پیاز (Allium cepa) که با نام bulb onion یا پیاز معمولی هم شناخته می‌شود، رایج‌ترین گونه کشته شده از سردهٔ سیر است. این گیاه اولین بار به‌طورِ رسمی در سال ۱۷۵۳ توسط کارل لینه در کتاب گونه‌های گیاهان توصیف شد. تعدادی از مترادف‌هایی که در تاریخ طبقه‌بندی آمده است:
- Allium cepa var. aggregatum – G. Don
- Allium cepa var. bulbiferum – Regel
- Allium cepa var. cepa – Linnaeus
- Allium cepa var. multiplicans – L.H. Bailey
- Allium cepa var. proliferum – (Moench) Regel
- Allium cepa var. solaninum – Alef
- Allium cepa var. viviparum – (Metz) Mansf.[۵][۶]

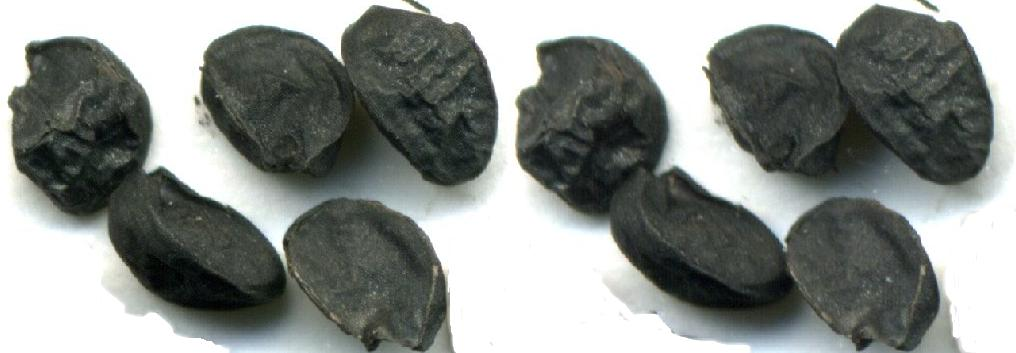
دانه‌های پیاز شکل خیلی متمایزی دارند.

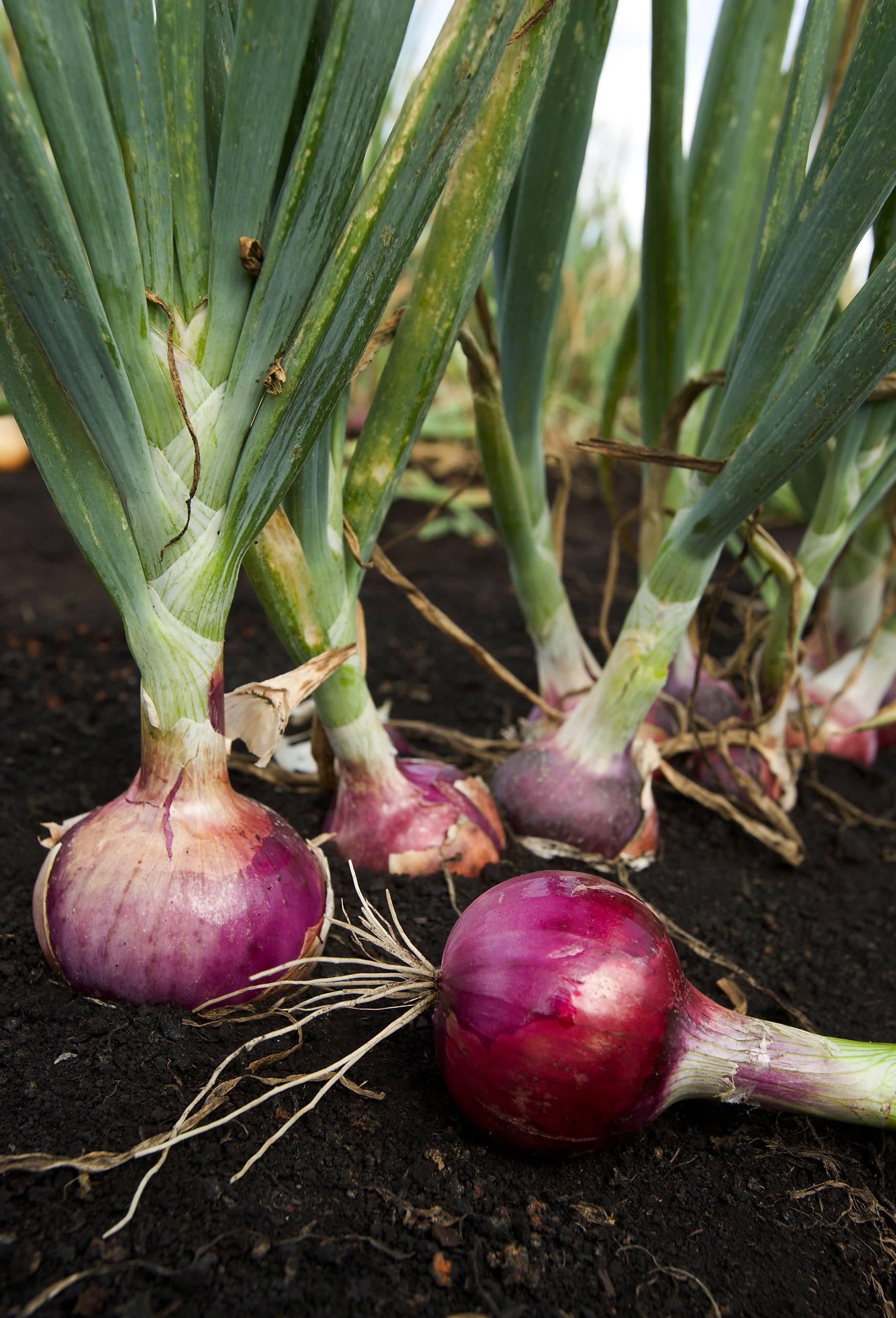
ریشه‌ها، برگ‌ها و پیاز در حال رشد

پیاز معمولاً کاشته می‌شود، ولی گونه‌هایِ وحشیِ مرتبط در آسیای مرکزی وجود دارد. نزدیک‌ترین گونه‌های مرتبط A. vavilovii و A. asarense از ایران هستند. به‌هرحال زُهاری و هاپوف توضیح می‌دهند که «درمورد این که مجموعه‌های جمع‌آوری و تست‌شده گونه وحشی خالص هستند یا محصولاتی گریخته شک وجود دارد.»

## توصیف
پیازی که به صورت وحشی در طبیعت بِرویَد شناخته نشده است، ولی حداقل ۷۰۰۰ سال پیش به‌طور انتخابی کاشته و پرورش داده شده است. آن گیاهی دو ساله است، ولی معمولاً به صورت یک‌ساله کاشته می‌شود. انواع جدید معمولاً تا ارتفاع ۱۵ تا ۴۵ سانتیمتر رشد می‌کنند. برگ‌ها سبز مایل به زرد هستند و در یک ردیفِ باریکِ مسطح به شکل‌بادبزن و متناوب رشد می‌کنند. آن‌ها گوشتی، توخالی، استوانه‌ای شکل و یک طرف مسطح هستند. در پهن‌ترین حالت‌شان یک‌چهارم از راهی که به سمت نوک ضخیم و مخروطی شکل می‌پیمایند هستند. ته هر برگ معمولاً غلاف سفیدی است که از پایه اصلی می‌رویَد. از زیر، هر پایه اصلی دسته‌ای از ریشه‌های فیبری از فاصله کوتاهی از خاک گسترش می‌یابند. هنگامی که پیاز بالغ می‌شود، ذخایر غذایی شروع به انباشته شدن در ته برگ و برجستگی پیاز می‌کنند.

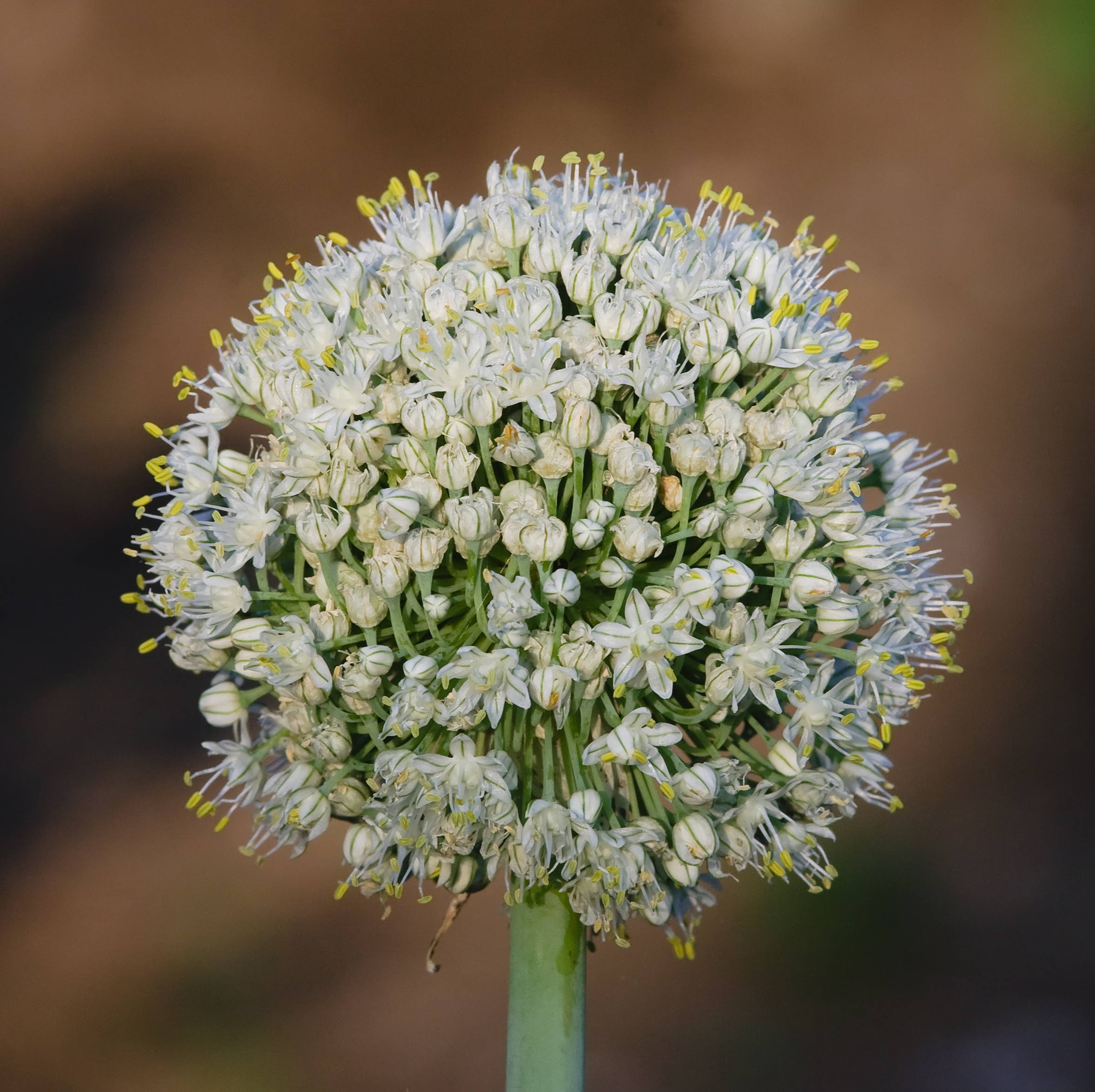
آرایش چتری گل‌های پیاز

در پاییز، برگ‌ها از بین می‌روند و پوستهٔ بیرونیِ پیاز خشک و تُرد می‌شود و به‌طور معمول در این زمان محصول برداشت می‌شود. اگر پیاز در طولِ زمستان در خاک بمانَد، نقطه رویش در وسطِ پیاز در بهار شروع به رشد کرده و برگ‌های جدیدی درمی‌آورد و ساقهٔ دراز، ضخیم و توخالی توسعه می‌یابد که در نوک آن برگچه‌ای از گل‌آذینِ در حالِ توسعه محافظت می‌کند. گل‌آذین با گل‌های سفید و شش‌تایی، آرایشِ چتری را تشکیل می‌دهد. دانه‌ها سیاه براق و در برشِ عرضی مثلثی شکل هستند.

## مهم‌ترین فواید
پیاز یکی از مواد اصلی در پخت و پز انواع غذاهاست که فواید بسیاری برای سلامتی دارد. پیاز از مواد خوراکی بسیار مفیدی است که در درمان اکثر بیماری‌ها تأثیرگذار است. این ماده خوراکی سرشار از فواید سلامتی است و می‌تواند به عنوان عاملی برای پیشگیری از ابتلا به بیماری‌ها استفاده شود. یافته‌های علمی نشان داده است که مقادیر بالای ویتامین ث در پیاز سبب شده است که این سبزی در تنظیم و تقویت سیستم ایمنی بدن، تولید کلاژن برای توقف خونریزی و التیام زخم‌ها و نیز جذب آهن در بدن نقش به سزایی داشته باشد. اگر نگران سلامتی خود هستید، بهتر است پیاز بیشتری را به رژیم غذایی خود اضافه کنید. آنتی‌اکسیدان‌ها و خواص ضدالتهابی موجود در پیاز به سلامت قلب کمک می‌کند.
1. سرشار از آنتی‌اکسیدان‌ها: آنتی‌اکسیدان‌ها ممکن است از طریق مبارزه با مولکول‌های رادیکال آزاد از آسیب سلولی جلوگیری کنند. رادیکال‌های آزاد زمانی تشکیل می‌شوند که بدن در معرض تشعشعات یا دود تنباکو قرار می‌گیرد. این مولکول‌ها می‌توانند باعث دیابت، بیماری قلبی و سرطان شوند. با خوردن پیاز می‌توانید به بدن خود در مبارزه با رادیکال‌های آزاد کمک کرده و سلامت کلی خود را بهبود بخشید.
2. کمک به کنترل سطح قند خون: اگر دیابت دارید، پیاز یک راه عالی برای کمک به حفظ سطح قند خون شما است. فلاونوئیدهای موجود در پیاز باعث تثبیت سطح گلوکز خون می‌شود.
3. بهبود سلامت گوارش: پیاز حاوی مقدار زیادی پری بیوتیک و فیبر است. در بدن این ترکیبات با کمک به هضم غذا، تقویت سیستم ایمنی و کاهش التهاب به بهبود سلامت روده کمک می‌کنند.
4. مملو از مواد مغذی: پیاز به عنوان یک ماده خوراکی مغذی در نظر گرفته می‌شود. این بدان معناست که پیازها حاوی تعداد کمی کالری و تعداد زیادی مواد مغذی هستند. آنها منبع عالی پتاسیم و منگنز هستند. پتاسیم به افزایش انرژی و متابولیسم شما کمک می‌کند. منگنز به بدن در ایجاد بافت همبند کمک می‌کند، به سلامت استخوان‌ها کمک می‌کند و احتمال تشکیل لخته‌های خون را کاهش می‌دهد.
5. خواص ضد التهابی: پیاز حاوی آنتی‌اکسیدانی به نام «کوئرستین» است. کوئرستین یک ضد التهاب است و برای مقابله با التهاب در بدن مفید است. این آنتی‌اکسیدان برای کاهش تورم، کمک به آرتریت و درمان عفونت مثانه عالی است.
6. کاهش خطر ابتلا به سرطان: پیاز همچنین به کاهش خطر ابتلا به سرطان کمک می‌کند. متخصصان دریافتند مصرف متوسط پیاز خطر ابتلا به سرطان روده بزرگ، حنجره و تخمدان را کاهش می‌دهد.
7. کاهش خطر ابتلا به آلزایمر: مطالعاتی برای کشف رابطه بین کوئرستین و بیماری آلزایمر انجام شده است. این مطالعات ارتباط معنی داری را بین مصرف غذاهای سرشار از کوئرستین مانند پیاز و احتمال کمتر ابتلا به آلزایمر نشان داده است.
8. منبع عالی ویتامین C: ویتامین C برای عملکرد صحیح بدن شما ضروری است. این ویتامین به تشکیل رگ‌های خونی کمک می‌کند، سیستم ایمنی بدن شما را بهبود می‌بخشد و غضروف‌ساز است.
9. بهبود سلامت استخوان‌ها: مطالعات ثابت کرده است که پیاز، تراکم استخوانی را در برخی افراد بهبود می‌بخشد. در نتیجه، مصرف پیاز ممکن است به تقویت استخوان‌ها و کاهش خطر شکستگی برای افراد بالای ۵۰ سال کمک کند.
10. خواص آنتی‌باکتریال: خواص ضد باکتری «آلیسین» موجود در پیاز به روده بزرگ کمک می‌کند تا با باکتری‌های مضر مبارزه کند. آلیسین ترکیبی است که بوی قوی منحصر به فرد پیاز را تشکیل می‌دهد. می‌توانید آلیسین را به عنوان سلاحی برای محافظت از بدن خود در برابر سموم و بیماری‌ها در نظر بگیرید.[۱۱]

## استفاده

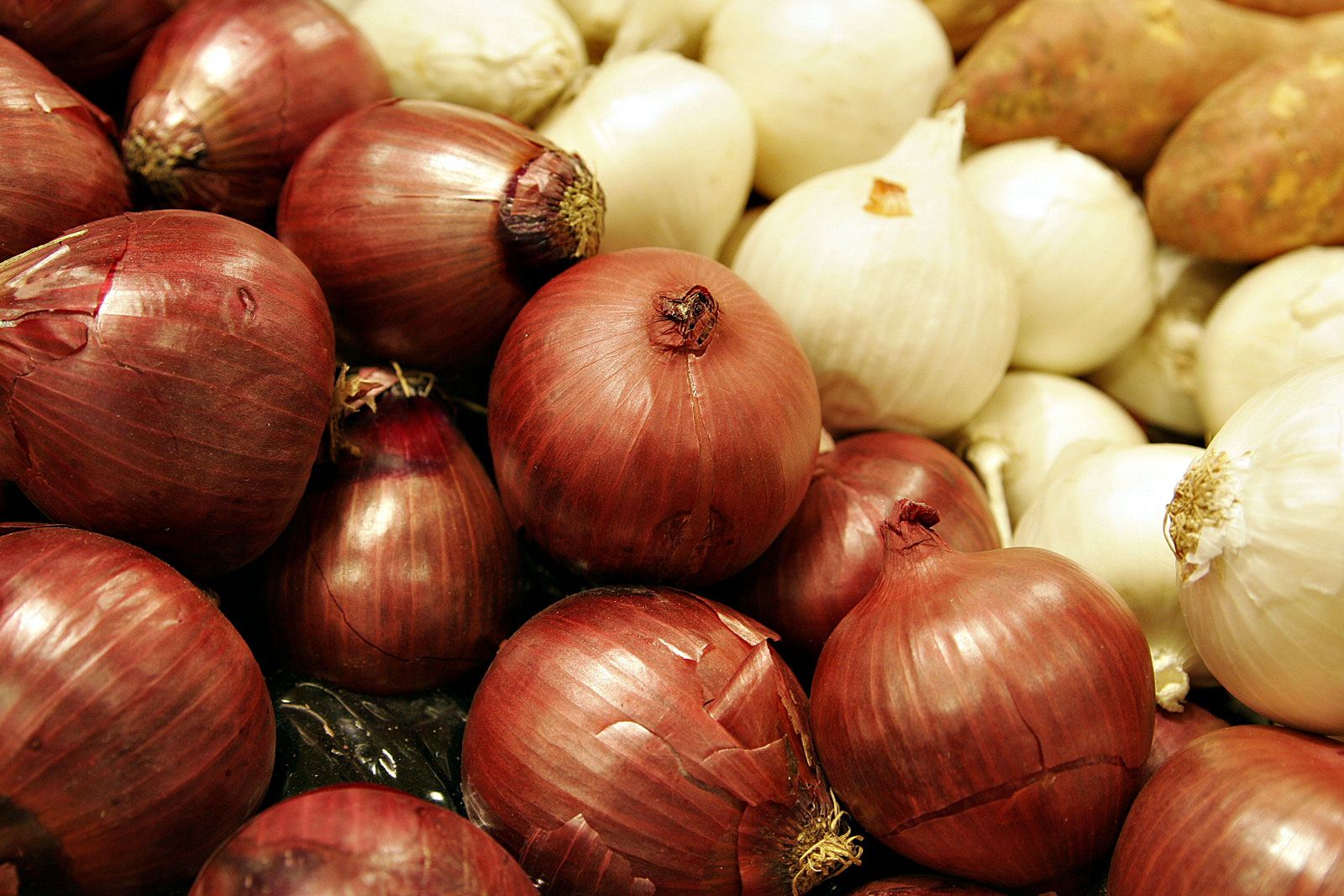
پیازِ قرمز و سفید در کنار هم

### استفاده تاریخی
عقیده بر این است که پیاز برای هزاران سال منبع غذایی بوده است. در زیست گاه‌های عصر برنز، نشانه‌هایی از باقی‌ماندهٔ پیاز در کنار با‌قی‌ماندهٔ هسته خرما و انجیر پیدا شده است که به ۵٬۰۰۰ سال قبل از میلاد برمی‌گردد. به هر حال مشخص نیست که این‌ها پیازهای کاشته شده باشند.
مدرک باستان‌شناسی و ادبی مثل کتاب سفر اعداد ۱۱:۵ اظهار می‌کند که احتمالاً پیاز حدود ۲۰۰۰ سال پیش در مصر باستان هم‌زمان با تره‌فرنگی و سیر کاشته شده است. احتمالاً کارگرانی که اهرام مصر را ساخته‌اند، از تربچه و پیاز تغذیه می‌کرده‌اند.
پیاز به سادگی تکثیر، حمل و نقل و انبار می‌شود. مصری‌هایِ باستان آن را پرستش می‌کردند و باور داشتند شکل کروی و حلقه‌هایِ متحدالمرکز نمادِ زندگی جاودانی‌ست. براساس نشانه‌هایی که از پیاز در مقبرهٔ رامسس چهارم پیدا شده، پیاز حتی در تدفین مصری‌ها نیز استفاده می‌شده است.
در یونان باستان، ورزشکاران مقدار زیادی پیاز می‌خوردند؛ به‌این خاطر که باور داشتند تعادل خون را راحت‌تر می‌کند و به ماهیچه‌های گلادیاتورهای رومی نیز پیاز می‌مالیدند تا آن‌ها را محکم کنند. در قرون وسطا، در اروپا پیاز در کنارِ کلم و حبوبات یکی از سبزیجاتِ اصلیِ خوراکِ مردمِ فقیر و غنی بود و چنان اهمیتی داشت که مردم برای پرداخت اجاره و حتّی هدیه عروسی از آن استفاده می‌کردند. همچنین برای درمان سردرد، مارگزیدگی و ریختنِ مویِ سر پیاز تجویز می‌شد.
پیاز توسط اولین ساکنان به آمریکای شمالی برده شد و در آنجا بومی‌های آمریکا مدت‌ها از پیازهای وحشی به روش‌های گوناگون، خام خوردن یا پختن در انواع غذاها استفاده می‌کردند. آن‌ها از پیاز برای درست کردن شربت، ساخت ضماد و آماده کردن رنگ استفاده می‌کردند. براساس دفترچهٔ خاطرات نگه داشته شده توسط مهاجران، پیاز از اولین چیزهایی‌است که پدران مهاجر پس از آماده کردن زمین کاشتند.
پیاز همچنین در اوایلِ قرنِ شانزدهم از سوی پزشکان برای کمک به زنان نازا تجویز می‌شد. برای کمک به افزایش بارآوری سگ‌ها، گربه‌ها و گله هم استفاده می‌شد، اما بررسی‌های اخیر نشان داده که این کار اشتباه بوده، چون پیاز برای سگ‌ها، گربه‌ها، خوکچه‌های هندی و بسیاری از حیوانات دیگر سمّی‌است.

### استفاده در آشپزی

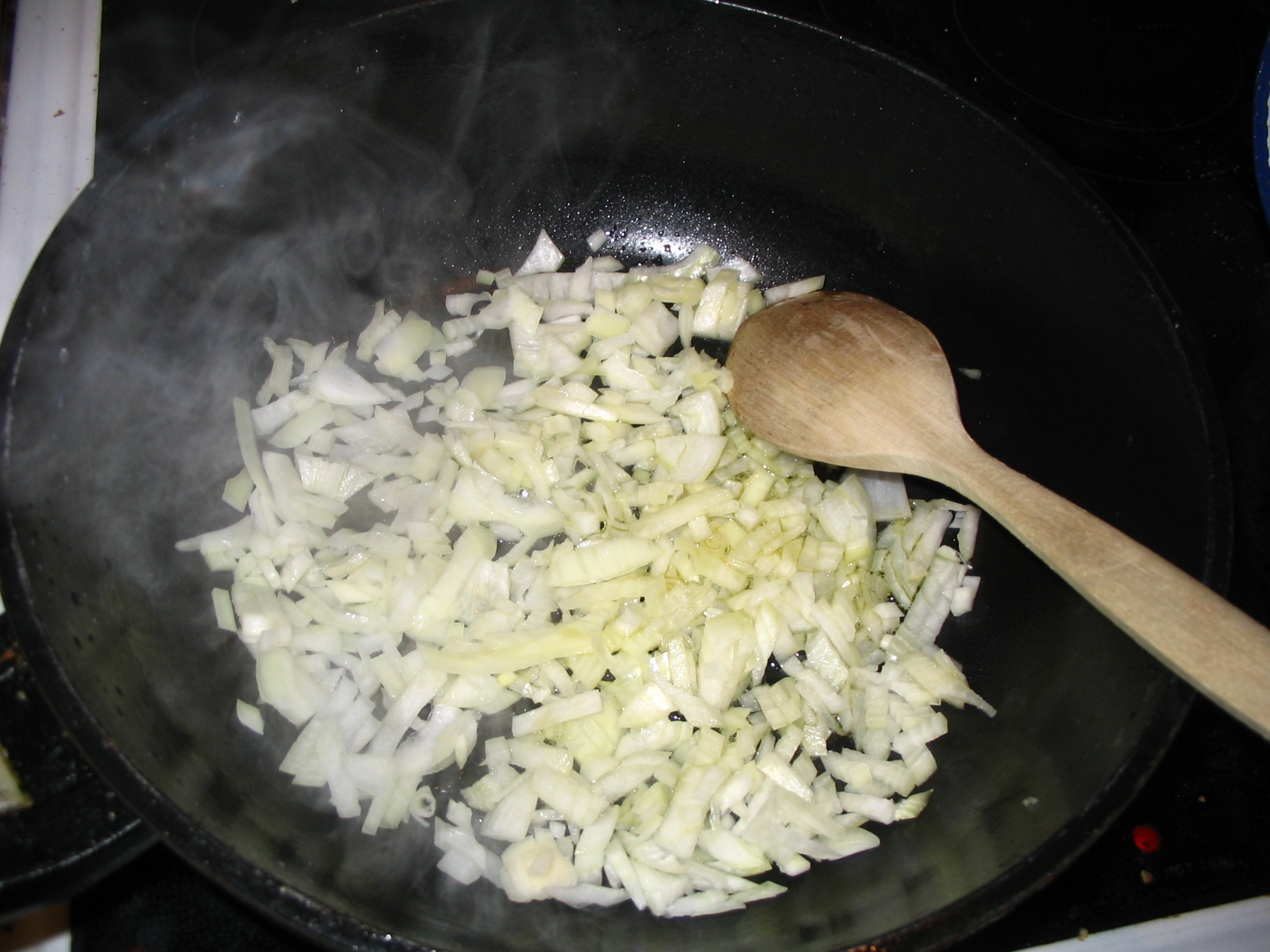
پیازهای تفت داده شده

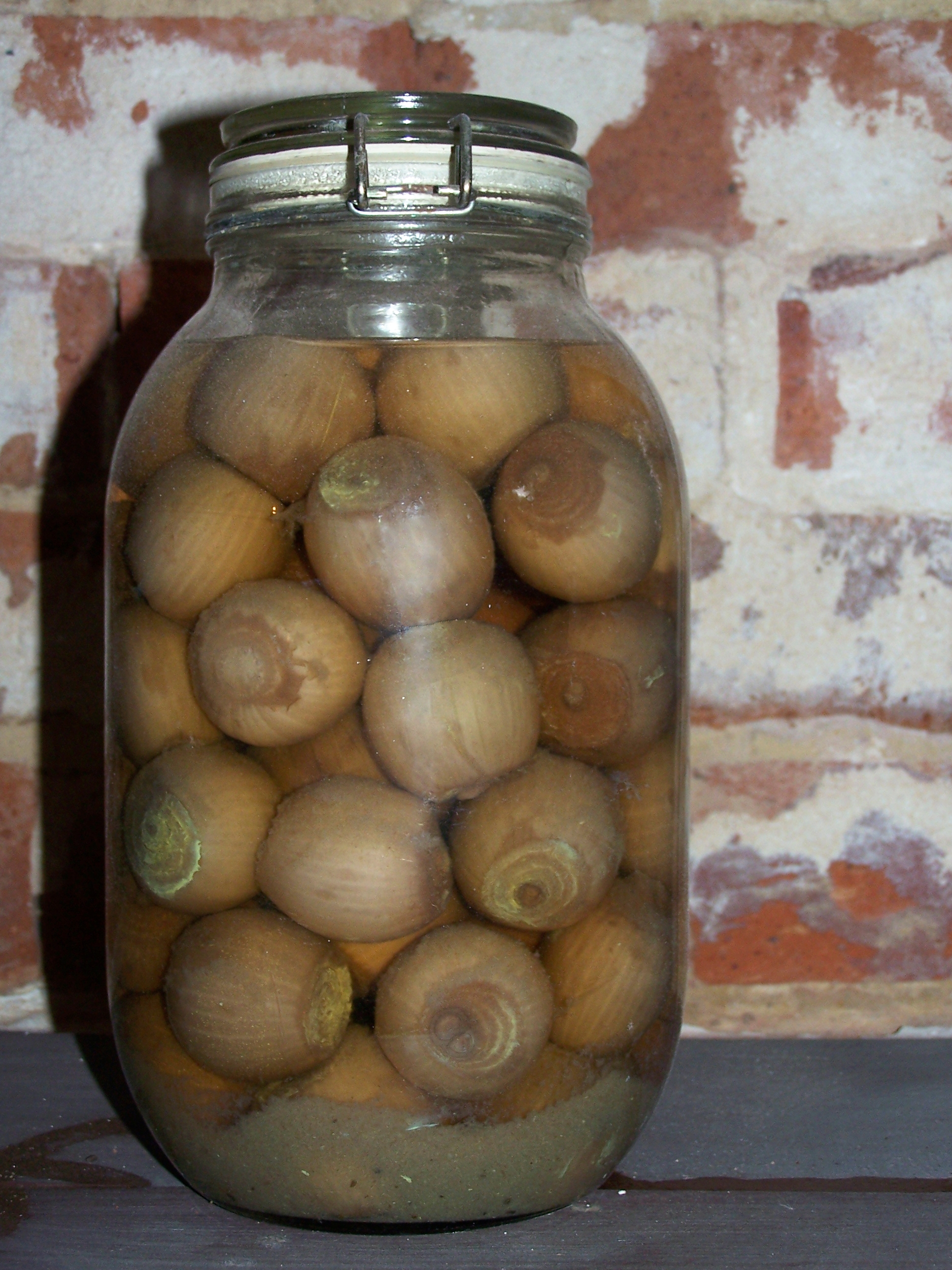
یک شیشه ترشی پیاز

معمولاً پیاز را خرد کرده و در غذاهای دلچسب و گرم متفاوتی استفاده می‌کنند، و ممکن است به عنوان اجزاء اصلی غذاهایی مثل سوپ پیاز فرانسوی یا چتنی پیاز
استفاده شود. پیاز را می‌توان به اشکال مختلف استفاده کرد: پخت، جوشانده، با آتش ملایم پخت، کباب کردن، سرخ کردن، در روغن پختن، برشته کردن، تَفت دادن، یا به صورت خام در سالاد ریخت. پیاز به علت لایه لایه بودنِ طبیعی بعد از پخته شدن برای پر کردن مواد مختلف به درون آن مناسب است. پیاز یک غذای اصلی و مهم در آشپزی هندی است و برای غلیظ کردن کاری و شیره گوشت استفاده می‌شود. ترشی پیاز به عنوان خوراکی خورده می‌شود. این‌ها معمولاً بخشی از غذاها در میخانه‌ها و فروشگاه‌های ماهی و چیپس در سراسر بریتانیا و کشورهای مشترک‌المنافع هستند که معمولاً در بریتانیا با پنیر یا آبجو سرو می‌شوند. در آمریکای شمالی پیاز را خرد کرده و خوب سرخ می‌کنند که با نام پیاز حلقه‌ای سِرو می‌شود.

### انواع پیاز و تولیدات
پیازهای معمولی به‌طور طبیعی به سه رنگ متنوع قابل دسترسی هستند. پیازهای زرد یا قهوه‌ای (که در تعدادی از کشورهای اروپایی پیاز قرمز نامیده می‌شود)، بسیار خوشمزه و پیازهای مورد استفاده روزانه هستند. پیازهایِ زرد به هنگام سرخ شدن به رنگ قهوه‌ای تیره و پرچرب تبدیل شده و به سوپ پیاز فرانسوی مزه شیرین می‌دهند.
پیاز قرمز (که در تعدادی از کشورهای اروپایی پیاز ارغوانی نامیده می‌شود) برای تازه استفاده کردن انتخاب خوبی است زمانی که رنگش غذا را باروح می‌سازد. برای کباب کردن هم استفاده می‌شود. پیازِ سفید پیازِ سنتی در آشپزی کلاسیک مکزیکی هست. این پیاز هنگامِ پخت رنگِ طلایی و هنگامِ تفت دادن مزه خاص شیرین دارد.
گرچه خوردن پیاز کاملاً رسیده رایج است، پیاز را می‌توان قبل از رسیدن کامل هم خورد. پیاز بهاری یا تره فرنگی را قبل از رسیدن کامل چیده و همه قسمت‌های آن را استفاده می‌کنند. وقتی پیاز بعد از تشکیلِ قسمتِ برآمده و قبل از رشدِ کامل آن چیده شود، به آن پیاز تابستانی گفته می‌شود.

### پوست پیاز
پوست پیاز و سیر فواید زیادی دارند. اگر بسیاری از میوه‌ها را با پوست بخوریم فواید بیشتری برای بدن دارد؛ چراکه بخش زیادی از ویتامین‌ها و مواد مغذی آنها در پوستشان نهفته است و پوست کندن آنها این مواد مغذی را هدر می‌دهد. موز، کیوی، پیاز و مرکبات از آن جمله‌اند. می‌توان موز را با پوست خورد. پیاز پوست بسیار نازکی دارد اما این پوست به ظاهر دور ریختی خصوصاً اگر پیاز قرمز باشد سرشار از فلوونوئید، به‌ویژه کورستین و آنتی‌اکسیدان است و خاصیت ضد التهابی و ضد عفونی کنندگی فراوان دارد. پیازها را تمیز شسته، با پوست در غذا یا سوپتان خرد کنید. البته توجه داشته باشید که اگر پیاز قرمز رنگ را با پوست در غذایتان بریزید ممکن است رنگ غذا را کمی متمایل به رنگ قرمز کند. پوست بیرونی سیر و پیاز منبعی غنی از ویتامین‌های A,C,E و سرشار از آنتی‌اکسیدان‌ها است؛ پوست سیر همچنین منبع فلاونوئید مخصوصاً نوع کوئرستین است که آنتی‌اکسیدان و آنتی‌بیوتیکی قوی است. مصرف ناشتای سیر به صورت مرتب و روزانه می‌تواند سبب درمان سلول‌های سرطانی شود.

### استفاده در غیر آشپزی

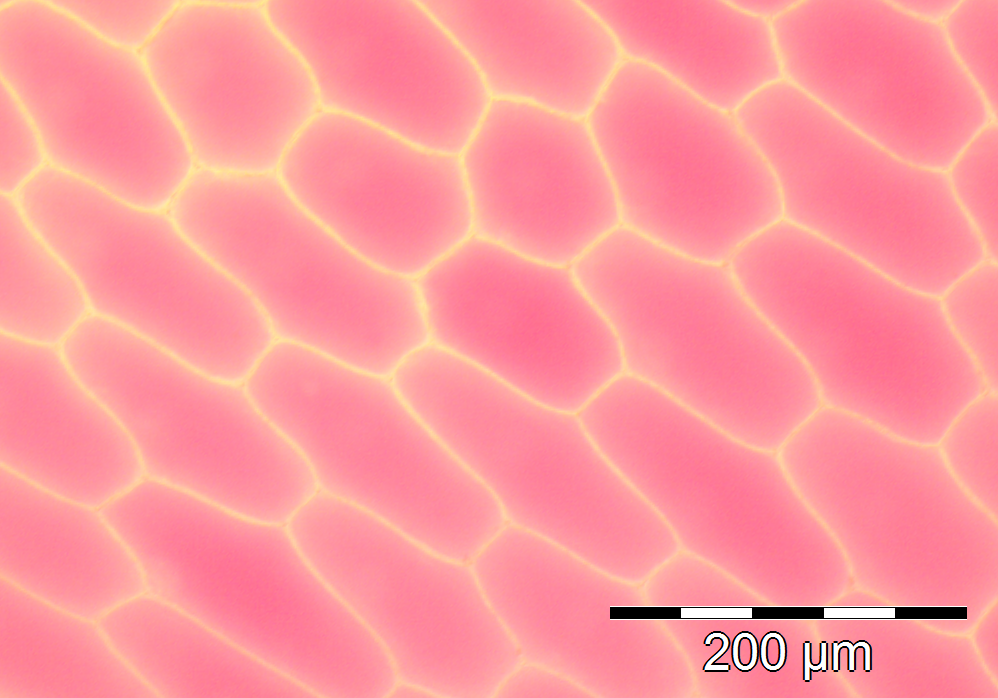
اندازه بزرگ سلول‌های پیاز آن‌ها را برای تمرینِ کار با میکروسکوپ ایدئال می‌نماید. این سلول‌هایِ لایه اپیدرم یک پیازِ قرمز به‌طور طبیعی دارای رنگدانه هستند.

سلول‌های پیاز به‌طور ویژه‌ای بزرگ هستند و زیر ذره بینی با درشت نمایی کم به سادگی دیده می‌شود. با تشکیل لایه منفردی از سلول‌ها، پوست بیرونی بخش غده‌ای را می‌توان به سادگی برای اهداف آموزشی، آزمایشی یا تولید مثلی جدا کرد. بنابراین پیاز معمولاً برای آموزش مشاهده ساختمان سلول و کار با میکروسکوپ به کار گرفته می‌شود.
آبِ تندِ پیاز برای دور کردن بید استفاده شده است و برای جلوگیری از نیشِ پشه روی پوست مالیده می‌شود. گفته می‌شود زمانی که به پوستِ سر مالیده می‌شود، موجب افزایش رشد مو می‌گردد و کک و مک صورت را کاهش می‌دهد. برای برق انداختن به شیشه و ظروف مسی و جلوگیری از زنگ زدن آهن استفاده می‌شود. اگر آب جوش روی پیاز قطعه قطعه شده ریخته و سپس سرد شود، می‌توان مایع به دست آمده را برای مقاوم کردن آن‌ها در برابر آفات روی گیاهان ریخت، و مشهور است که پیاز هنگامِ رشد بید و حشرات را دور می‌کند. . پوستِ پیاز برای تولیدِ رنگِ قهوه‌ایِ زرد استفاده می‌شود.
به‌طور تاریخی، پیاز اغلب برای طالع بینی در سراسر اروپا، آفریقا و آسیای شمالی استفاده می‌شده است و در این‌جاها در بعضی مناطق روستایی هنوز هم استفاده می‌شود.

## بزرگ‌ترین تولیدکنندگان پیاز در جهان
| تولید جهانی پیاز (خشک) در سال ۲۰۲۰           | تولید جهانی پیاز (خشک) در سال ۲۰۲۰ |
| کشور                                         | میلیون تن                          |
| -------------------------------------------- | ---------------------------------- |
| چین                                          | ۱۸٫۱                               |
| ازبکستان                                     | ۲٫۹                                |
| ایالات متحده آمریکا                          | ۱٫۶                                |
| روسیه                                        | ۱٫۴                                |
| اندونزی                                      | ۲٫۴                                |
| قزاقستان                                     | ۰٫۷                                |
| ژاپن                                         | ۰٫۶                                |
| World                                        | ۴۱                                 |
| Source: UN Food and Agriculture Organization |                                    |

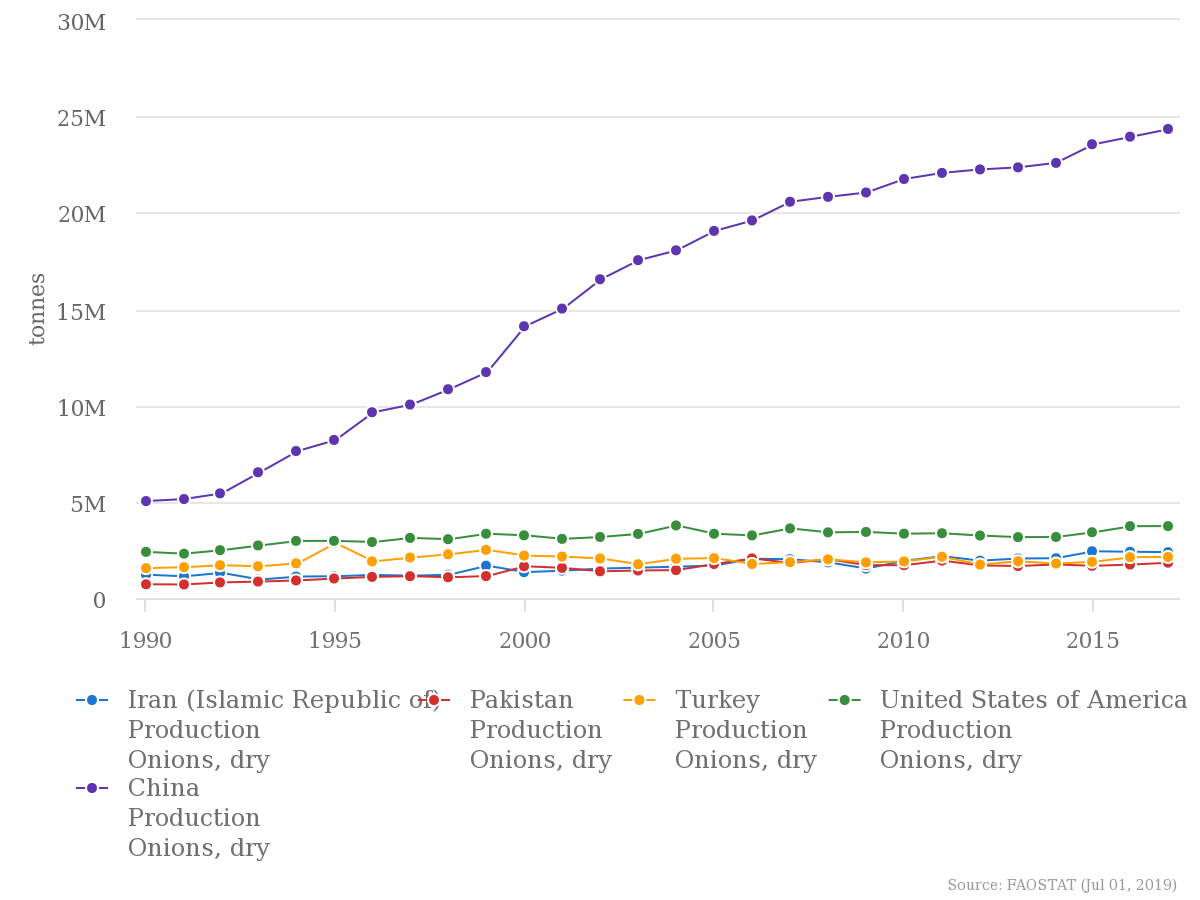
مقایسه تولید سالانه پیاز در ایران و کشورهای اصلی تولیدکننده این محصول - در حالیکه تولید پیاز در ایران در طی نزدیک به ۳۰ سال تغییر محسوسی نداشته است، چین تولید خود را بیش از ۵۰۰٪ افزایش داده است.

تخمین زده می‌شود که در دنیا سالانه بیش از ۹٬۰۰۰٬۰۰۰ جریب فرنگی (۳٬۶۴۲٬۰۰۰ هکتار) پیاز به عمل می‌آید. حدود ۱۷۰ کشور، برای استفادهٔ داخلی پیاز می‌کارند و ۸ درصد تولیدِ جهانی به‌طور بین‌المللی تجارت می‌شود.
براساسِ قوانین ایالات متحده، در سال ۱۹۵۸، قرارداد آتی پیاز ممنوع شد. این ممنوعیت در اثرِ شکایتِ کشاورزان بود که با دلایل مشخص کردند که سم سایگل و وینسنت کوسگا بازار تجارتی شیکاگو را دو سالِ قبل دستکاری کرده‌اند. نتایج بررسی برای اقتصاددانان مورد منحصربه فردی را برای مطالعه تأثیرات قراردادهای آتی روی قیمت محصولات کشاورزی مطرح کرد. هنوز هم در سال ۲۰۱۳ این ممنوعیت به قوت خود باقی است.
متوسطِ برداشت درایران هکتاری ۱۰۰ تن است.

## ارزش غذایی و فیتوکمیکال‌ها
بیشتر ارقام پیاز حدود ۸۹٪ آب، ۴٪ قند، ۱٪ پروتئین، ۲٪ فیبر و ۰٫۱٪ چربی دارند. پیاز مواد غذایی ضروری، و چربی کمی دارد و در هر ۱۰۰ گرم
۱۶۶ کیلو ژول (۴۰ کیلو کالری) انرژی تولید می‌کند. بدون افزایش محسوس میزان کالری غذاها را خوش طعم می‌کنند
پیاز ترکیبات فیتوکمیکالی مثل فنول‌ها دارد که الان پژوهش بنیادی صورت می‌گیرد تا تأثیرات احتمالی آن‌ها رویِ انسان را معین کنند.
پیازهای مختلف از نظر داشتن پلی‌فنل با هم تفاوت‌های قابل توجهی دارند. موسیر بالاترین میزان موجود و شش برابرِ میزانِ موجود در پیاز ویدالیا را دارد که دارای کمترین میزان است. پیاز زرد بالاترین فلوفنوئید را دارد که ۱۱ برابر موجودیِ پیازِ سفید است. پیازِ قرمز مقدار قابل توجهی رنگدانه آنتیوسیانین با حداقل ۲۵ ترکیب دیگر دارد که مشخص شده است که ۱۰٪ محتوی فلوفنوئید را نمایش می‌دهد.
بعضی از افراد نسبت به لمس کردن پیاز حساسیت دارند. علائم حساسیت ممکن است شامل: ورمِ پوست، خارش شدید، ورم غشاء مخاطی بینی، تاری دید، تنگی نفس، ریزش عرق و آنافیلاکسی باشد. ممکن است این افراد حساسیتی به مصرف پیاز نداشته باشند، شاید به این دلیل که پروتئینی که باعث حساسیت می‌شود، در هنگامِ پخته شدن ماهیّتِ طبیعی خود را از دست می‌دهد.
در حالی که انسان‌ها به‌طور عادی پیاز و دیگر اعضای گونه والک را مصرف می‌کنند، خوردن آن می‌تواند برای سگ‌ها، گربه‌ها، خوکچه‌های هندی، میمون‌ها و دیگر حیوانات کشنده باشد. چون که بیشتر حیوانات نمی‌توانند سولفوکسیدِ موجود در پیازِ خام و پخته‌ای را هضم کنند که موجب مسمومیت می‌شود. در نتیجهٔ مصرفِ پیاز گلبولهای قرمز بد شکل شده و می‌ترکَند که موجب کم خونی می‌گردد. حیوانات خانگی بعضی مواقع با غذاهای کنسرو شدهٔ مخصوص کودکان تغذیه می‌شوند. در این صورت باید از دادن غذاهایی که پیاز دارد خودداری کرد. میزان استاندارد سم برای گربه‌ها ۵ گرم در هر کیلو از وزن بدن و ۱۵ تا ۳۰ گرم در هر کیلو برای سگ‌ها است.

## سوزش چشم

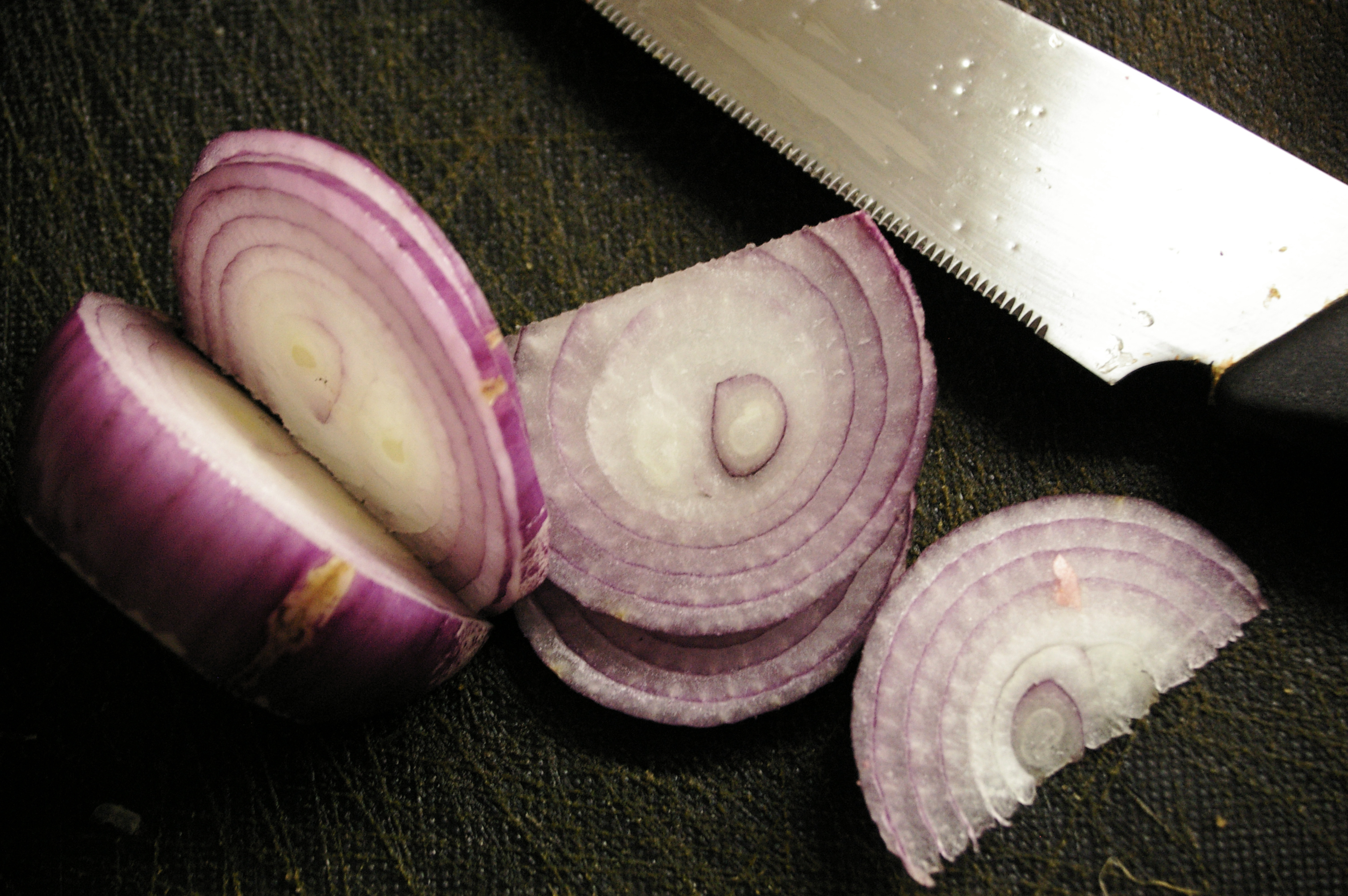
پیازهای خرد شده ترکیبات معینی را منتشر می‌کنند که موجب می‌شود غدد اشکی چشم اذیت شده و اشک ترشح کنند.

خرد کردن پیاز موجب می‌شود سلول‌های آن صدمه ببینند و آنزیمی که آلینیزز نامیده می‌شود سولفوکسید آمینو اسید را تجزیه کرده و اسید سولفونیک تولید کند. یک اسید سولف
ونیک ویژه، ۱-پروپن سولفونیک اسید، سریعاً توسط آنزیم، دیگری (LFS) به کار گرفته شده و سین-پروپنتیال-اس-اکسید تولید کند. گاز سبکی که به عنوان عامل لاچریمیتوری پیاز یا LF شناخته می‌شود. این گاز از طریق هوا پخش شده و بزودی به چشم می‌رسد، جایی که نرونهای حسی را تحریک کرده و احساس سوزش تولید می‌کند. غددِ اشکی به منظور رقیق کردن و بیرون ریختن مادهٔ سوزش‌آور اشک تولید می‌کند.
با بریدن پیاز در زیر آب جاری یا غوطه ور کردن آن در سینک ظرفشویی پرآب می‌توان از اذیت شدنِ چشم جلوگیری کرد. بریدن ته پیاز هم اذیت شدن چشم را کاهش می‌دهد، زیرا که در قسمتِ ریشه ترکیبات سولفور بیش از قسمت‌هایِ دیگر متمرکز شده‌اند. گذاشتنِ پیاز در یخچال قبل از مصرف میزانِ واکنشِ آنزیم را کاهش می‌دهد و همین‌طور استفاده از یک پنکه گاز ساطع شده را از چشم‌ها دور می‌کند و موجب می‌گردد در بیشتر مواقعی که یک‌نفر پیاز خرد می‌کند، سوزش چشم کمتری احساس کند.
میزان اسید سولفونیک و LF آزاد شده و تأثیر سوزشی رویِ چشم در بین گونه‌های پیاز متفاوت است. در سال۲۰۰۸، مؤسسه غذا و محصول نیوزیلند به وسیلهٔ استفاده از خاموشی ژن و زیست‌فناوری و برای جلوگیری از تجزیه به وسیلهٔ آنزیمِ LFS پیازی را تولید کردند که هیچ اشکی تولید نمی‌کند.

## کشت

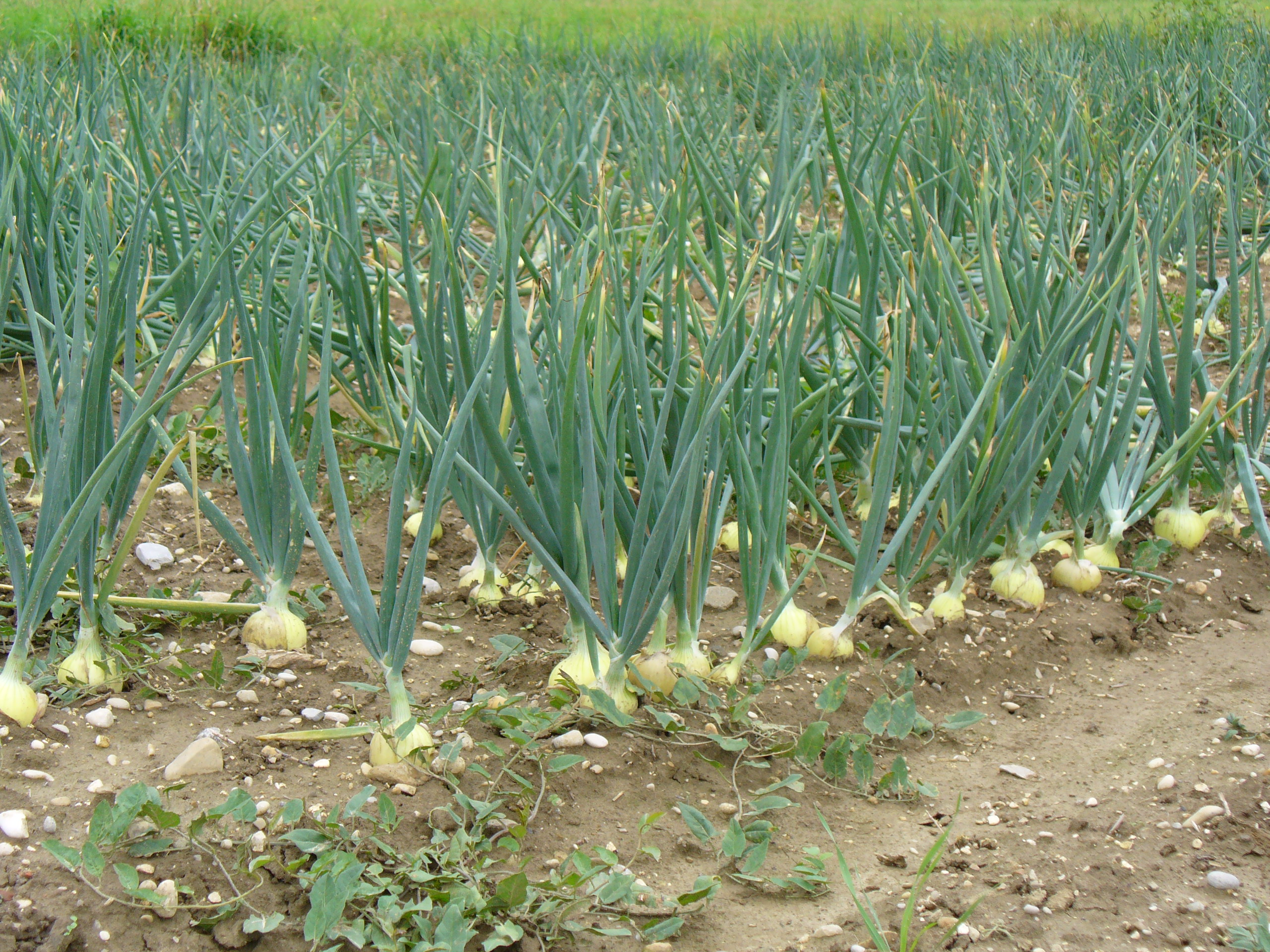
کشت در مقیاس وسیع

پیاز در خاک‌های حاصلخیز که به خوبی زهکشی شده‌اند، بهتر رشد می‌کند. خاک رس و شن که با گیاهِ پوسیده آمیخته باشد به خاطر داشتن سولفور پایین خوب هستند، در حالی که خاک‌های گِلی معمولاً محتوی دارای سولفور زیادی هستند و پیازهایِ تند تولید می‌کنند. پیاز برایِ رشد نیازمندِ مواد غذایی زیادی است که در خاک موجود باشد. اغلب فسفر به اندازه کافی در خاک موجود است، اما ممکن است قبل از شروعِ کاشت استفاده شود به خاطر این که در خاکِ سرد کمتر در دسترس است. نیتروژن و پتاس در طیِ فواصلِ فصل رویش می‌تواند به کار برود. آخرین کاربردِ نیتروژن حداقل ۴ هفته قبل از چیدن پیاز است.
پیازهای دارای سوخ به طول روز حساس هستند، سوخ آن‌ها فقط بعد از این که تعداد ساعت‌هایِ روشناییِ روز از میزان حداقلی بیشتر شد، شروع به رشد می‌کنند. بیشتر پیازهای سنتی اروپایی پیازهای روز بُلند هستند و بعد از این که روشناییِ روز به بیش از ۱۴ ساعت رسید، سوخ تولید می‌کنند. انواع پیازهای اروپای جنوبی و آفریقای شمالی، از انواع روز متوسط هستند که برای تشکیل سوخ فقط ۱۲ تا ۱۳ ساعتِ به روشنایی روز نیاز دارند و سرانجام، پیازهای روز کوتاه که در این اواخر تولید شده‌اند، در مناطقی که زمستان ملایم دارند در پاییز کشت می‌شوند و در اوایل بهار سوخ تولید می‌کنند و فقط به۱۱ تا ۱۲ ساعت به روشناییِ روز برای تحریک تشکیل سوخ نیاز دارند.

## نگارخانه

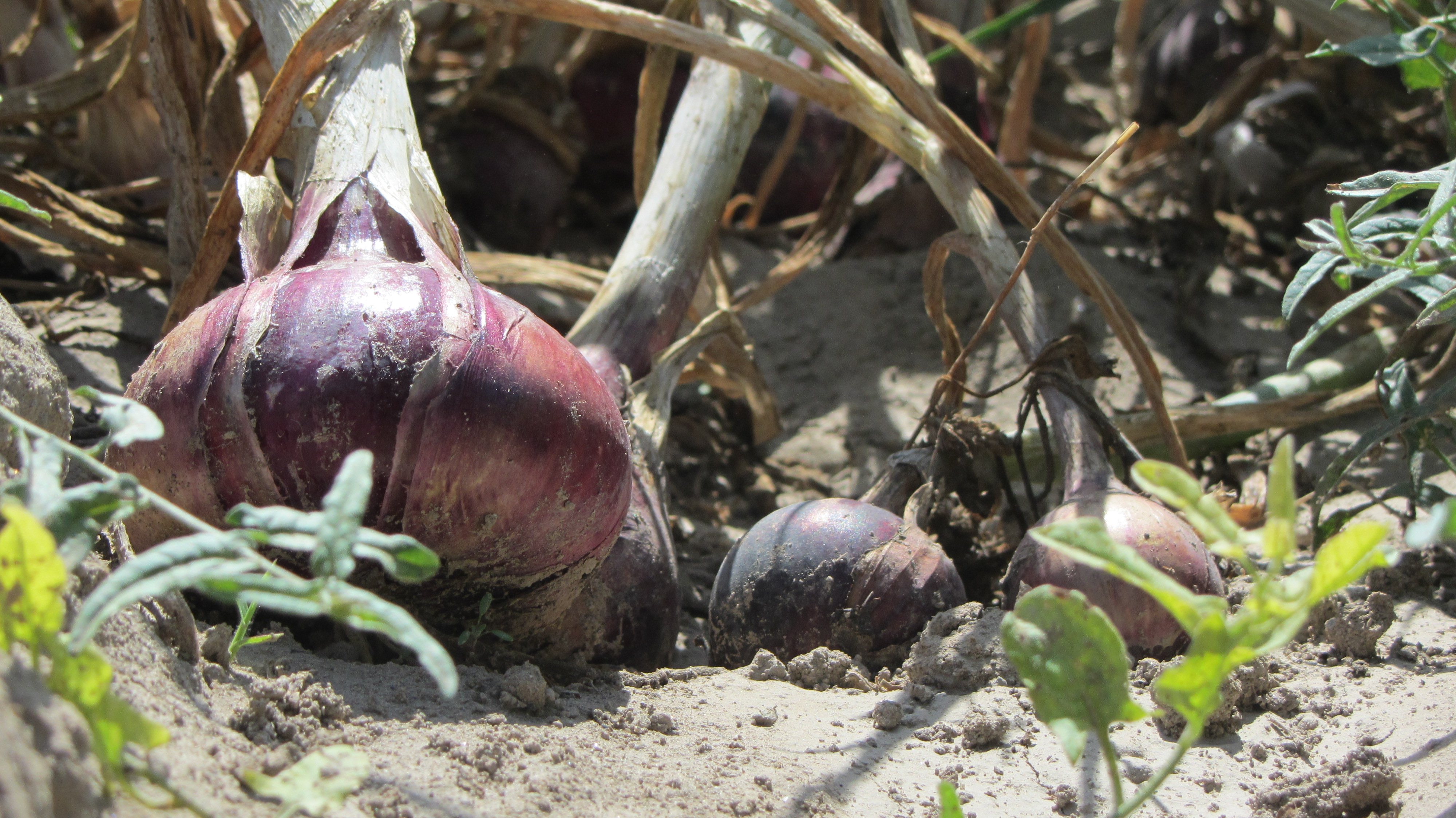
ریشه‌ها، برگ‌ها و پیاز در حال رشد